# Comuna Novoselivka, Berezivka
Novoselivka (în ucraineană Новоселівка) este o comună în raionul Berezivka, regiunea Odesa, Ucraina, formată din satele Novopodilske, Novoselivka (reședința) și Zbrojkivka.

## Demografie
Componența lingvistică a comunei Novoselivka
     Ucraineană (87,76%)
     Rusă (9,31%)
     Alte limbi (1,49%)
Conform recensământului din 2001, majoritatea populației comunei Novoselivka era vorbitoare de ucraineană (87,76%), existând în minoritate și vorbitori de rusă (9,31%) și armeană (1,12%).